# ルドヴィーコ1世・ゴンザーガ
ルドヴィーコ1世・ゴンザーガ（Ludovico I Gonzaga, 1268年 - 1360年1月18日, ルイージ （Luigi）とも）は、マントヴァのカピターノ・デル・ポポロで皇帝代官である。ゴンザーガ家最初のマントヴァの僭主（シニョーレ）である。

## 生涯
彼は、グイード・ゴンザーガ（Guido, 1318年死去）の息子でアントーニオ・ゴンザーガ（Antonio, 1283年死去）の孫である。
1328年8月、カングランデ1世・デッラ・スカーラの支援を受けて、それまで僭主としてマントヴァを支配していたリナルド・ボナコルシを追放し、僭主の地位を意味するカピターノ・デル・ポポロの地位に就いた。1329年にはルートヴィヒ4世によりマントヴァの皇帝代官に任命された。

## 子女
彼には18人の子どもがいた。
- グイード（1290年 - 1369年） - マントヴァ僭主
- フィリッピーノ（? - 1356年）
- フェルトリーノ（? - 1375年）
- コッラード
- アルベルト
- フェデリーコ
- アッツォーネ（? - 1413年）
- トマシーナ - グイレルモ・ディ・カステルバルコと結婚
- ルシーナ - ニッコロ・フィエスキと結婚